# Рядовое
Рядовое (укр. Рядове) — село в Петровской поселковой общине Александрийского района Кировоградской области Украины.
До 2015 года имело статус посёлка. 27 января 2015 года решением Кировоградского областного совета отнесено к разряду сёл
До 2020 года входило в Петровский район
Население по переписи 2001 года составляло 506 человек. Почтовый индекс — 28327. Телефонный код — 5237. Код КОАТУУ — 3524980403.